# Општинско народно купатило „Војвода Мишић”
Општинско народно купатило „Војвода Мишић” се налази  у Бањи Врујци, подигнуто је у спомен изгинулим и помрлим ратницима у ратовима од 1912. до 1919. године. 
Зграда Првог бањског купатила подигнута је за само две недеље у јуну 1938. године. Грађевина има два базена женски и мушки, величине 5x4 метра, дубине 0,9 метра на самим изворима топле воде. Зидови базена под водом дубине до 90 цм и изнад воде 100 цм, обложени су керамичким плочама, са застакленим кровом.